# Eugène Thiery
Pour les articles homonymes, voir Thiery.
Eugène Edmond Thiery (né le 18 août 1875 à Rethel et mort le 28 novembre 1961 à Paris) est un artiste-peintre français.

## Biographie
Fils d'un avoué, Thiery fait ses études au collège Notre-Dame de Rethel avant de devenir l'élève du peintre paysagiste Eugène Damas. Ayant abandonné un temps la peinture pour des études de droit, Thiery intègre les cours de Jean-Léon Gérôme. Il réalise vers 1910 les peintures des chapelles Saint-Joseph et de la Vierge Marie ainsi que quatre stations du chemin de croix pour l'église Saint-Jean de Montmartre.
Le 31 août 1914: les parents d'Eugène Thiery périssent dans le grand incendie de Rethel.
On doit à Eugène Thiery en 1927 les fresques du chœur et des deux nefs de l'église de Nanteuil-sur-Aisne (les mutilations de la Seconde Guerre mondiale n'en ont préservé que, dans le fond du chœur, la Descente de croix du Christ entouré de deux anges), plus tard celle du beffroi de Dreux côté place Métezeau.
Installé au 53, rue Saint-André-des-Arts dans le 6e arrondissement de Paris, il expose au Salon des artistes français (mention honorable en 1904, médaille de troisième classe en 1908, médaille d'or en 1923), au Salon d'hiver de 1912 à 1947 et au Salon des indépendants de 1928 à 1930, à la Société des amis des arts de Bordeaux en 1939. Il obtient le Prix Albert Maignan en 1920. On connaît de lui les fresques de la mairie de Rethel.
En décembre 2011, la ville de Rethel organise une exposition en hommage à son œuvre pour célébrer le 50e anniversaire de sa mort,.

## Œuvre

### Tableaux
On connait surtout à Eugène Thiery des paysages, entre autres ardennais, mais aussi des portraits dont celui d'Albert Lebrun, Président de la République, dont il fut un proche ami. L'ensemble des tableaux de l'hôtel de ville de Rethel réalisées entre 1934 et 1935 elle représentent la vie à Rethel après guerre.
- Le manchon de Francine, 1908.
- Marie consolatrice des affligés, 1916, église Saint-Jean-de-Montmartre, Paris[7].
- La place du marché à Rue, 1931, conservé au musée Boucher-de-Perthes.
- Rue animée

### Restauration
On doit à Eugène Thiery la restauration du tableau La pêche miraculeuse attribué à Nicolas Wilbault (1686-1763), église Saint-Nicolas, Rethel.

### Bibliophilie
- Nouvelles glanes de guerre, 1916-1917, poésies, frontispice gravé par Eugène Thiery, Éditions H. Daragon, Paris, 1918.
- Charles Leleux, Quand nous étions jeunes - Souvenirs du Collège Notre-Dame de Rethel, 143 illustrations don 27 vues rethéloises par Eugène Thiery, Imprimerie G. de Malherbe & Cie, 1930.
- Charles Westercamp, Le Laonnois pittoresque - Tome 1, Laon, préface de Paul Lacour, illustration collective dont Alfred de Maghellen, Fernand Pinal, Eugène Thiery, Éditions des Tablettes de l'Aisne, Laon, 1930.

## Collections publiques
- Musée national d'art moderne, Paris, Dans la mansarde, dessin à la mine de plomb.
- Musée d'Orsay, Paris, Grosse dame, peinture, forme ovale.
- Musée de l'Ardenne, Charleville-Mézières, L'église Saint-Nicolas de Refhel, huile sur toile.
- Musée du Rethelois et du Porcien, Rethel.
- Salle d'honneur de l'hôtel de ville de Rethel.
- Bibliothèque de la ville de Rethel[9].
- Musée Boucher-de-Perthes, Abbeville, La place du marché à Rue (Somme)[10].
- Fonds national d'art contemporain, dont Jeune mère, huile sur toile 145x180cm déposée à la mairie de Brive-la-Gaillarde.